# NGC 7061
NGC 7061 est une très vaste galaxie elliptique relativement éloignée et située dans la constellation du Microscope. Sa vitesse par rapport au fond diffus cosmologique est de 8 822 ± 47 km/s, ce qui correspond à une distance de Hubble de 130,1 ± 9,1 Mpc (∼424 millions d'al). NGC 7061 a été découverte par l'astronome britannique John Herschel en 1834.
Selon la base de données Simbad, NGC 7061 est une galaxie active de type Seyfert 2.
À ce jour, une mesure non basée sur le décalage vers le rouge (redshift) donne une distance d'environ 110,000 Mpc (∼359 millions d'al). Cette valeur est à l'extérieur des valeurs de la distance de Hubble. Notons que c'est avec la valeur moyenne des mesures indépendantes, lorsqu'elles existent, que la base de données NASA/IPAC calcule le diamètre d'une galaxie et qu'en conséquence le diamètre de NGC 7061 pourrait être d'environ 103 kpc (∼336 000 al) si on utilisait la distance de Hubble pour le calculer.